# Maximilian Perty
Josef Anton Maximilian Perty, né le 17 septembre 1804 à Ornbau et mort le 8 août 1884 à Berne, est un entomologiste bavarois et philosophe de la nature qui fit carrière comme professeur à l'université de Berne.

## Carrière
Il habite dès sa petite enfance à Munich et fréquente le lycée à Munich et à Tölz. Ensuite il poursuit des études de sciences naturelles et de médecine à Landshut. Il reçoit son diplôme de docteur en médecine de l'université de Landshut (de) en 1826, mais il n'exerce pas et se tourne vers les sciences naturelles.
Comme l'université de Landshut déménage à Munich en 1827, il collabore avec le philosophe de la nature et conservateur de la collection zoologique de l'Académie royale des sciences de Bavière, Gotthilf Heinrich von Schubert. Il étudie spécialement les insectes, en particulier ceux rapportés du Brésil par Johann Baptist von Spix et Carl Friedrich Philipp von Martius à l'issue de leur expédition de 1817-1820. Perty décrit 622 sortes d'insectes dont 308 coléoptères. Cependant Perty ne reçoit aucun appui de l'Académie. Il donne des leçons à de jeunes zoologistes. Il ne devient privat-dozent qu'en 1831.
En 1833, il s'installe à Berne où il est nommé professeur en 1834, lorsque l'université est fondée. Il publie nombre d'ouvrages de fond. Il est nommé membre-correspondant de l'Académie des sciences de Bavière en 1861.

## Œuvres
- Delectus Animalium Articulatorum quae in itinere per Brasiliam Annis MDCCCXVII - MDCCCXX Iussu et Auspiciis Maximiliani Josephi I. Bavariae Regis Augustissimi, percato collegerunt Dr J. B. de Spix et Dr. C. F. Ph. de Martius, 1830–1834
- Observationes nonnulae in Coleoptera Indiae orientalis, München 1831 (Habilitationsschrift)
- Ueber die höhere Bedeutung der Naturwissenschaften und ihren Standpunkt in unserer Zeit. Eine akademische Eröffnungsrede, Bern 1835 (Lecture en ligne)
- Allgemeine Naturgeschichte als philosophische und Humanitätswissenschaft, 1837–1846 (Digitalisate: 1. Band 1837, 2. Band 1838, 3. Band 1843, 4. Band 1846)
- Zur Kenntniss kleinster Lebensformen, 1852 (Lecture en ligne)
- Grundzüge der Ethnographie, Leipzig und Heidelberg 1859 (Lecture en ligne)
- Die mystischen Erscheinungen in der menschlichen Natur Leipzig 1861 (Lecture en ligne), 2. Auflage 1872 (2 Bände)
- Die Realitat magischer Krafte und Wirkungen des Menschen gegen die Widersacher vertheidigt. Ein Supplement zu des Verfassers „Mystischen Erscheinungen der menschlichen Natur“, 1863 (Lecture en ligne)
- Über das Seelenleben der Tiere, Leipzig und Heidelberg 1865 (Lecture en ligne), 2. Auflage 1876
- Die Natur im Licht philosophischer Anschauung, Leipzig und Heidelberg 1869
- Blicke in das verborgene Leben des Menschengeistes, Leipzig und Heidelberg 1869 (Lecture en ligne)
- Der jetzige Spiritualismus und verwandte Erfahrungen der Vergangenheit und Gegenwart. Ein Supplement zu des Verfassers „Mystischen Erscheinungen der menschlichen Natur“, 1877 (Lecture en ligne)
- Erinnerungen aus dem Leben eines Natur- und Seelenforschers des 19. Jahrhunderts, Leipzig und Heidelberg 1879